# Eduard Čeliš
Eduard Čeliš (* 21. července 1945, Městec Králové) je český regionální spisovatel, novinář a sportovec. Žije v Lázních Bělohradě. Vystudoval střední průmyslovou školu strojní v Novém Bydžově. Pracoval jako vývojový konstruktér podniku Deprag v Lázních Bělohradě.
Angažoval se jako organizátor sportovních závodů v triatlonu a tenisových turnajů. Působil dlouhá léta jako hlasatel fotbalového týmu TJ Lázně Bělohrad.
Patří k zakládajícím členům časopisu Bělohradské listy. Ve své tvorbě se zaměřuje na povídky z prostředí města Lázně Bělohrad.

## Díla
- Copak mě nevidíš, aneb, Čtyřicet osm bělohradských lodiček (2010)
- Už tě vidím Bělohrade! - pohledy pěti autorů (2011)
- U nás bylo, tak jak bylo (2015)
- Je tady ten Parďas, je tady ta Bažárna (2022)
- Zlatej Bělohrad (2025)